# Mari Mörö
Mari Mörö, född 1963 i S:t Michel, är en finländsk författare.
Mörö skrev till en början hörspel och ungdomsromaner som Tulimaan metro ("Eldslandets metro", 1995), men fick sitt genombrott med romanen Kiltin yön lahjat ("Den snälla nattens gåvor", 1998), i vilken hon skildrar ett trasigt alkoholisthem i förortsslummen och hur den sexåriga flickan Siia skapar en sagovärld som kompensation för det elände, i vilket hon lever. Romanen belönades med Finlandspriset 1998 och Runebergspriset 1999. Hon har senare skrivit bland annat romanerna Paikkaa ja mieltä ("Plats och sinne", 2008), i vilken hon också beskriver en problemfamilj och Kuuri ("Kuren", 2009), i vilken krigsveteraner lever ut sina traumatiska upplevelser i efterkrigstidens Helsingfors. Mörös språk utgörs av ett stilistiskt kargt ordlandskap med talrika surrealistiska uttryck.